# Fushigi Mahou Fun Fun Pharmacy
Fushigi Mahō Fun Fun Pharmacy (ふしぎ魔法 ファンファン・ファーマシィー Fushigi mahō fanfan famashī?, lit. 'La misteriosa farmacia mágica Fan Fan') es un anime de 1998 creado por Yukiko Hakuba y diseñado por Itō Ikuko.

## Sinopsis
En un pequeño pueblo hay una farmacia un tanto curiosa llamada "Farmacia Fun Fun". Popuri, una chica que acaba de mudarse al pueblo, encuentra este local y conoce a la señora Fukiko, que realmente es una bruja. Esta descubre en Popuri un gran potencial para la magia y decide enseñarle para que sea una gran bruja.

## Personajes
Popuri: una alegre y linda chica de costumbres algo peculiares como contar los pasos desde su casa hasta cualquier tienda o edificio al que vaya a ir para cumplir encargos de su familia. Es hiperactiva, enérgica y para nada tímida. Su seiyū es Hiroko Konishi.
Fukiko: dueña de la Farmacia Fun Fun y bruja poderosa. Conocer a Popuri supondrá una oportunidad para ella de entrenar a una aprendiz. Su seiyū es Minori Matsushima.